# Apanteles aithos
Apanteles aithos är en stekelart som beskrevs av Sharma 1973. Apanteles aithos ingår i släktet Apanteles och familjen bracksteklar. Inga underarter finns listade i Catalogue of Life.